# Stazione di Milano Certosa
Stazione di Milano Certosa vasútállomás Olaszországban, Lombardia régióban, Milánó településen.

## Vasútvonalak
Az állomást az alábbi vasútvonalak érintik:
- Domodossola–Milánó-vasútvonal
- Luino–Milánó-vasútvonal
- Stabio/Porto Ceresio–Milánó-vasútvonal
- Torino–Milánó-vasútvonal
- Torino–Milánó nagysebességű vasútvonal
- Milánó belt-vasútvonal
- Milánó Passante-vasútvonal

## Kapcsolódó állomások
A vasútállomáshoz az alábbi állomások vannak a legközelebb:
- Stazione di Rho Fiera Milano (Stazione di Varese, Line S5)
- Stazione di Rho Fiera Milano (Stazione di Novara, S6)
- Stazione di Rho Fiera Milano (Stazione di Rho, S11)
- Stazione di Milano Villapizzone (Stazione di Treviglio, Line S5)
- Stazione di Milano Villapizzone (Stazione di Treviglio, S6)
- Stazione di Milano Villapizzone (Chiasso vasútállomás, S11)
- Stazione di Milano Greco Pirelli
- Stazione di Milano Centrale (1864)